# Majda Renko
Majda Renko Petrič, * 1944, Ormož

## Začetki petja
Njeni začetki petja segajo v najbolj rosna leta, ko je pri klavirju, že pri štirinajstih letih spremljala svojo mater (ko je rada obujala spomine na čas njenega petja v gledališču). Seveda je zraven pela tudi sama in tako je bila njen prvi pevski učitelj prav mati. Vzbudila ji je ljubezen do opernega petja.
Ob študiju solopetja je pela v SNG Maribor in dobila lepe kritike odličnih opernih div in pevcev mariborske Opere. Ob tem je poklicno končala pedagoško akademijo ter poučevala v Mariboru in v Ljubljani.

## Dosežki
Najbolj poznana je postala kot zaščitni znak Ansambla Vilija Petriča.
Nekatere pesmi, ki so segle poslušalcem v srce:
- Ko se ptički ženijo
- Sije zvezda
- Maja vse cveti
- Sestrica
- Spominska knjiga
- Kadar slovenec zapoje, itd.
Bila je nominirana z ZLATO LASTOVKO in pozneje s KORENOVO PLAKETO. Vabljena je bila tudi k drugim prestižnim slovenskim ansamblom.